# Ormyrus brasiliensis
Ormyrus brasiliensis är en stekelart som beskrevs av William Harris Ashmead 1904. Ormyrus brasiliensis ingår i släktet Ormyrus och familjen kägelglanssteklar. Inga underarter finns listade i Catalogue of Life.